# 파우지 샤우시
파우지 샤우시(아랍어: فوزي شاوشي, Faouzi Chaouchi, 1984년 12월 5일 ~)는 알제리의 축구 선수이자, 포지션은 골키퍼다. 그는 지난 2010년, 슬로베니아와의 월드컵 첫 경기에서 로베르트 코렌의 슛을 무리하게 잡으려다 실점을 허용했고, 이는 패배의 원흉이 되고 말았다.

## 경력
- 2010년 아프리카 네이션스컵 국가대표
- 2010년 FIFA 월드컵 국가대표

## 수상
알제리
- 2010년 아프리카 네이션스컵 4위